# José María Monterde Pérez
José María Monterde Pérez (nacido en 1897) fue un abogado y político español.

## Reseña biográfica
Fue abogado.
Concejal del Ayuntamiento de Zaragoza en 1922 y reelegido en 1931.
Presidente de la Sociedad Anónima de Enseñanza (1933) y de la Federación de Asociaciones, Mutualidades y Colegios de Zaragoza.
Delegado Provincial de Justicia y Derecho y Abogado Asesor de la C.E.N.S. (Central de Empresarios Nacional-Sindicalista) (1937).
Miembro de Unión Patriótica en Zaragoza.
Miembro del Consejo de Administración de la Caja de Ahorros y Monte de Piedad de Zaragoza, Aragón y Rioja.
Diputado Provincial de Zaragoza en representación del distrito San Pablo-Cariñena.
Vicepresidente de la Diputación Provincial de Zaragoza (1942).
Del 31 de diciembre de 1943 al 16 de marzo de 1944 fue Presidente de la Diputación Provincial de Zaragoza.

## Condecoraciones y reconocimientos
- Encomienda de Isabel la Católica.[1]
- Colegiado de Honor del Colegio de Abogados de Zaragoza.[1]

| Predecesor: Eduardo Baeza Alegría | Presidente de la Diputación Provincial de Zaragoza 31 de diciembre de 1943 - 16 de marzo de 1944 | Sucesor: Laureano Labarta Ubieto |